# アラウ

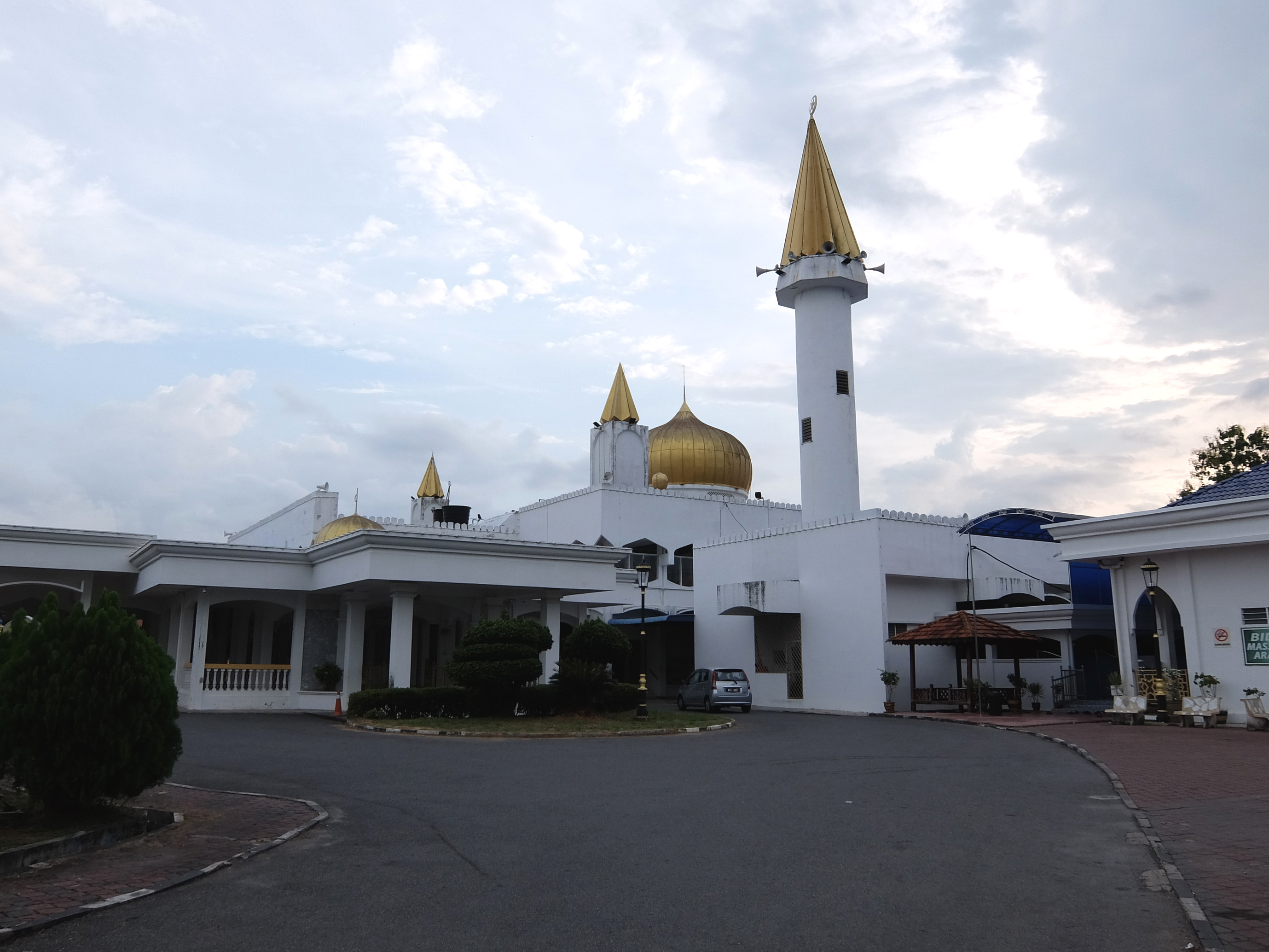
アラウにあるプルリス州立モスク。

アラウ（Arau）は、マレーシア北西端部に位置するプルリス州の王都である。

## 概要
アラウはプルリス州の州都であるカンガーの数km東に位置する。なお、この町はカンガーと同様にプルリス川の集水域内に形成された都市である。

## 交通
マレー鉄道の路線の1つがアラウの町をほぼ南北に貫いており、アラウ駅が設置されている。